# Acalolepta paravariolaris
Acalolepta paravariolaris là một loài bọ cánh cứng trong họ Cerambycidae.